# Montezuma (Ohio)
Pour les articles homonymes, voir Montezuma.
Montezuma est un village du comté de Mercer en Ohio, aux États-Unis. Sa population s’élevait à 165 habitants lors du recensement de 2010, estimée à 156 habitants en 2017.

## Démographie
| Groupe            | Montezuma | Ohio | États-Unis |
| ----------------- | --------- | ---- | ---------- |
| Blancs            | 99,4      | 82,7 | 72,4       |
| Métis             | 0,6       | 2,1  | 2,9        |
| Autres            | 0,0       | 15,2 | 25,1       |
| Total             | 100       | 100  | 100        |
|                   |           |      |            |
| Latino-Américains | 1,2       | 3,1  | 16,7       |

Selon l’American Community Survey pour la période 2010-2014, 98,95 % de la population âgée de plus de 5 ans déclare parler l'anglais à la maison et 1,05 % l'allemand.